# 天使兄弟小白臉
天使兄弟小白臉是歌手任賢齊的流行音樂專輯，於2000年12月5日發行。

## 曲目
1. 睡到12點
2. 天使也一樣
3. 趕不走
4. 兄弟
5. 妳在說謊
6. 珍惜
7. 別走
8. 不單愛你這些
9. 希望你明年冬天會回來
10. 別想

- 此為Power CD內含歌曲<小白臉>

作詞：胡俊溢　作曲：胡俊溢　編曲：蕭志偉